# Shafera
Shafera es un género monotípico de plantas herbáceas perteneciente a la familia de las asteráceas. Su única especie: Shafera platyphylla, es originaria de Cuba, donde se encuentra al sur de la Sierra Moa en la Provincia de Oriente, en Cuba.

## Taxonomía
Shafera platyphylla fue descrita por  Jesse More Greenman    y publicado en Publications of the Field Museum of Natural History, Botanical Series 2(8): 327–328. 1912.